# Chula (Bahia)
La chula est un sous-genre musical et de danse et musical originaire de Recôncavo Baiano, notamment de la ville de Santo Amaro da Purificação et de ses environs. Le rythme fait partie de la culture afro-brésiliennes.
Lors des fêtes populaires, la danse est très populaire et implique les observateurs avec ses pas courts et ses mouvements cycliques. C'est un genre dérivé de la samba de roda : de la langue Kimbundu, en Angola, il vient du terme « semba », qui devient «  samba  ».
Les artistes, chanteurs et compositeurs Jorge Portugal (pt) et Roberto Mendes (pt), partenaires des festivals de musique MPB dans les années 1980 sur Rede Globo de Televisão et Raimundo Sodré (pt), entre autres, sont les plus grands promoteurs de la culture rythmique de Santo Amaro. La chanson A Massa composée par Sodré et Portugal, chantée par Sodré, a conquis le public brésilien et international.